# 식기세척기

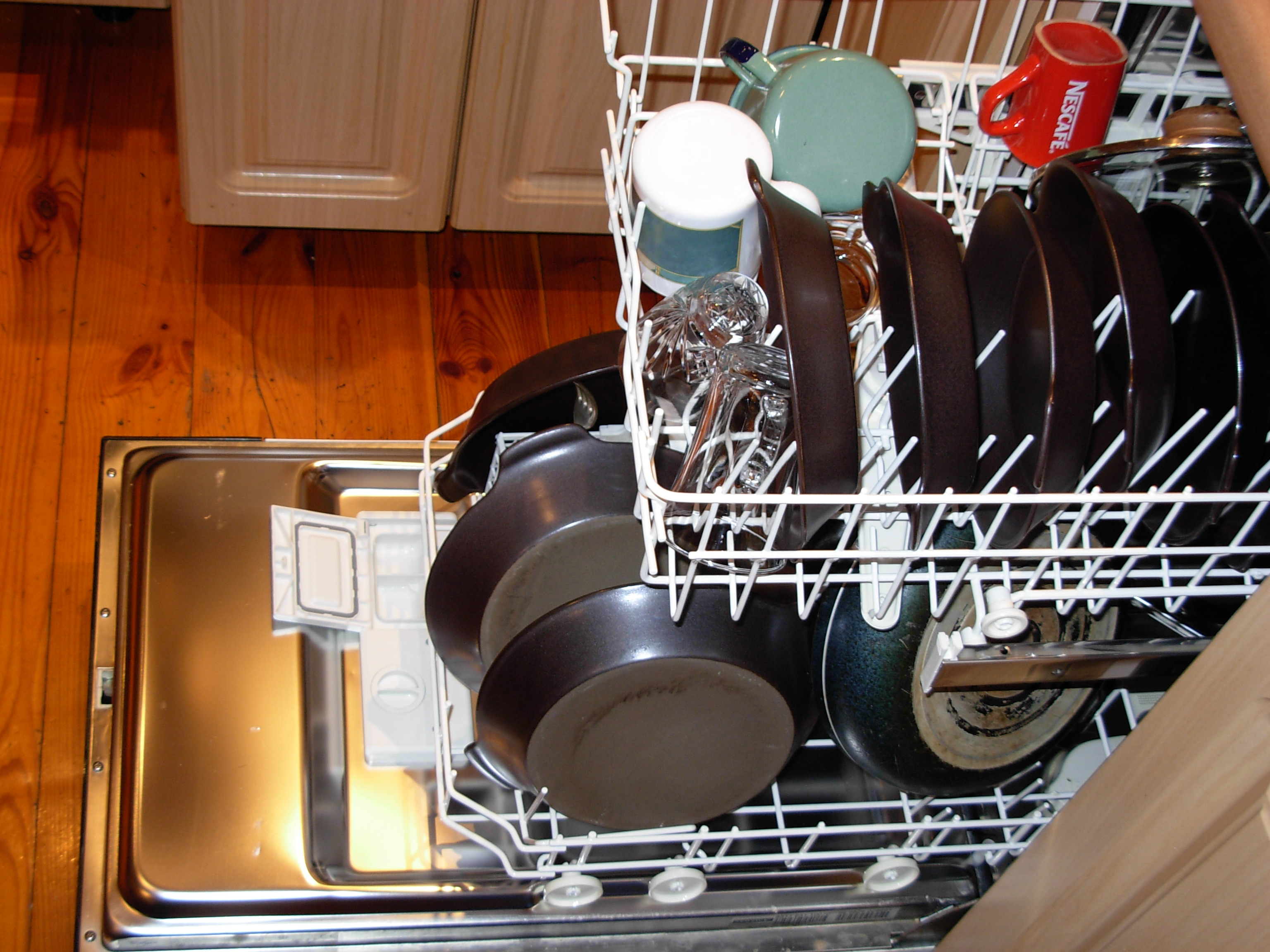
식기세척기의 모습.

식기세척기(食器洗滌器, 영어: dishwasher)는 전기를 이용하여 식기를 자동으로 씻고 건조하는 기계(가전 제품)이다. 세탁기는 물건(세탁물)을 회전시키면서 빨지만 식기세척기는 분사되는 물의 흐름을 회전 노즐에 의해 이동시키면서 씻는 방법을 취하고 있다. 1924년 미국에서  윌리엄 H. 풀러(William H. Fulmer)가 전기를 쓰지 않는 최초의 가정용 식기 세척기를 발명했다. 건조 기능이 추가된 디자인은 1940년에 미국에서 출시되었다. 세제가 녹아 있는 따뜻한 물이 노즐을 통해 강하게 뿜어 나와 식기를 세척하고 린스로 헹군 다음 자동으로 건조하는 과정을 거친다.
식기세척기는 손으로 세척하는 것에 비해 물 사용량을 줄일 수 있는 장점이 있다. 예전에는 식기 세척 완료 후 건조 작업시 히터를 사용해서 전력 사용량이 너무 많은 것을 단점으로 지적 받아왔으나, 최근 제조업계에서 공식적으로 유통 중인 식기세척기들은 이러한 문제점을 개선하여 출시하고 있다.

## 원리
팔레트(받침대)에 세워서 꽂아 세척통(洗滌筒)에 넣은 식기는 아래 부분에 있는 분사공(噴射孔)에서 분사되는 세제 섞인 더운 물에 씻긴다. 세척액은 다시 여과된 다음 펌프에 의해 다시 분사공으로 보내져서 식기를 세척한다. 세척 작업이 끝나면 배수 코크가 열리고 세척액을 버린 다음 깨끗한 물로 몇 차례 급수와 배수를 되풀이하여 씻어 낸다. 그리고는 히터 또는 세척기 내부에 남아있는 온기를 이용해서 건조시킨다. 이와 같은 동작의 시작과 정지는 모두 타임 스위치에 의해 조절된다.

## 대한민국의 식기세척기
대한민국에는 보급률이 점점 높아지고 있다. 빌트인 가전 제품으로 여겨졌으나, 최근들어 설치가 따로 필요 없는 형태로 출시된 제품을 찾아 볼 수 있다. 대한민국에서는 사용하는 식기 중에 오목한 그릇이 많고 음식 중에는 밥풀 등과 같이 식기에 눌러붙어 잘 떨어지지 않는 것이 많아서 식기 세척기의 세척력이 약한 것으로 소비자들에게 인식되었다. 2018년 이후 국내 제조사들이 한국인의 식생활과  걸맞은 기능을 추가함으로 수요가 증가하고 있다.

## 같이 보기
- 가전제품
- 세탁기